# Hamnögrundet

Hamnögrundet är en liten ö eller sandbank i Luleå kommun som tillhör Lule skärgård. Ön ligger cirka en kilometer nordväst om Hamnön som givit den sitt namn. Hamnögrundet är obebodd.